# 手袋黨
手袋黨是香港主權移交至中華人民共和國前後一段時期，對當時香港政府裡一群以當時的布政司、主權移交後的政務司長陳方安生為首的一眾女高官的統稱，手袋党的成员在出席公众场合会提着手袋出席，因而得名。
香港主權移交後，有指由於當時的特首董建華與陳方安生不咬弦，手袋黨的女高官都被投閒置散，轉任一些較次要的職位。隨著陳方安生提早退休，部分手袋黨女高官亦退休，有些則轉投當時董建華或曾蔭權的領導班子，現在手袋黨的影響力大不如前。然而，有關林鄭月娥隸屬手袋黨一員，陳方安生在一次傳媒茶敍時澄清指出，林鄭從非其下屬，亦非「手袋黨」成員。陳方安生指林鄭月娥是非群隊的人，個性較為獨特。而林鄭月娥本人也否認自己是手袋黨。

## 歷史
「手袋黨」的組成，源於1982年前港督麥理浩任滿返回英國。在送別晚宴上，一眾女高官齊齊提著手袋登台獻唱，從此被傳媒冠以「手袋黨」的美名。

## 手袋黨成員
手袋黨的核心人物為陳方安生，二號人物為任關佩英，其他成員包括當時一眾女高官。
| 肖像 | 人物     | 政府架構內最高職位         | 曾任職位及現況                                                                       |
| ---- | -------- | -------------------------- | ------------------------------------------------------------------------------------ |
|      | 陳方安生 | 政務司長                   | 政制核心小組組長及發起人，曾任香港立法會直選議員，民間策發會召集人。現為退休公務員。 |
|      | 任關佩英 | 環境食物局長               | 政制核心小組成員。現為退休公務員                                                     |
|      | 俞宗怡   | 公務員事務局長             | 退休公務員                                                                           |
|      | 陳馮富珍 | 衛生署長                   | 前任世界衛生組織總幹事、現任港區全國政協常委                                         |
|      | 余黎青萍 | 教育署長                   | 前任申訴專員公署副專員。現任獨立監察警方處理投訴委員會成员。                         |
|      | 尤曾家麗 | 資訊科技及廣播局長         | 現任職業訓練局執行幹事                                                               |
|      | 李麗娟   | 民政事務局常任秘書長       | 退休公務員                                                                           |
|      | 李淑儀   | 經濟局長                   | 退休公務員                                                                           |
|      | 丘李賜恩 | 政府新聞處長               | 退休公務員                                                                           |
|      | 霍羅兆貞 | 衛生福利局長               | 退休公務員                                                                           |
|      | 劉吳惠蘭 | 商務及經濟發展局長         | 公務員敘用委員會主席                                                                 |
|      | 張敏儀   | 香港駐東京經濟貿易辦事處長 | 退休公務員                                                                           |